# Chrysler VIP
Der Chrysler VIP war ein PKW, der von 1969 bis 1971 von Chrysler Australia gebaut wurde. Es war eine Luxusversion mit verlängertem Radstand vom Valiant.

## Serie VF
Der Chrysler VIP, Serie VF, wurde im Mai 1969 eingeführt und als „VIP by Chrysler“ verkauft. Er sollte die Lücke in Chryslers australischer Modellpalette zwischen dem Valiant und dem Dodge Phoenix füllen und konkurrierte mit anderen Luxuswagen, wie dem Ford Fairlane und dem Holden Brougham. Obwohl der Wagen auf dem VF Valiant basierte, hatte er einen um 100 mm auf 2845 mm verlängerten Radstand. Optisch wich der VIP vom Valiant durch seine Doppelscheinwerfer, andere Rückleuchten, ein anderes Rückfenster und ein stark gefüttertes Vinyldach ab.
Der VIP war je nach Kundenwunsch entweder mit einem Sechszylinder-Reihenmotor mit 3687 cm³ Hubraum oder einem V8-Motor mit 5211 cm³ Hubraum erhältlich. In beiden Varianten war das dreistufige Chrysler-TorqueFlite-Automatikgetriebe eingebaut. Servolenkung und Scheibenbremsen vorne gehörten beim V8 zur Serienausstattung und waren auf Wunsch auch im Sechszylindermodell erhältlich.
Die Vorgängerserie VE Valiant hatte als Spitzenmodell einen Valiant VIP. Der neue VIP allerdings wurde nicht mehr unter Valiant geführt, war größer, teurer und luxuriöser als das alte Modell. Den Valiant VIP hatte es als Limousine und Kombi gegeben, aber den VF VIP gab es nur als 4-türige Limousine.

## Serie VG
Die Facelift-Serie VG des VIP wurde 1970 als Nachfolger der Serie VF eingeführt. Ein Chrysler-Hemi-Sechszylinder-Reihenmotor mit 4015 cm³ Hubraum ersetzte den alten Sechszylinder und der Chrysler-Fireball-V8-Motor wurde weiterhin auf Wunsch eingebaut. Der VG VIP war das erste in Australien gebaute Auto mit serienmäßiger Klimaanlage.

## Nachfolger
Der VG VIP wurde im November 1971 durch den CH Chrysler by Chrysler ersetzt.